# William Penn
William Penn (14 de octubre de 1644-30 de julio de 1718) fue cuáquero prominente, filósofo inglés y empresario de bienes raíces. Penn fundó la Provincia de Pensilvania, una colonia británica norteamericana y futura Mancomunidad de Pensilvania. Allí inició un proyecto social conocido como el "Santo Experimento", en el que se promovieron las igualdades sociales, los derechos individuales y el pacifismo. La colonia posteriormente se convirtió en los estados de Pensilvania y Delaware; y sus principios democráticos sirvieron como una fuente importante en la inspiración de la constitución estadounidense y la tradición norteamericana. 
Siendo un hombre de profundas convicciones religiosas, Penn exhortó a los creyentes a regresar a los principios del cristianismo primitivo. Debido a su fe, fue encarcelado varias veces en la torre de Londres donde escribió su obra No Cross, No Crown (Sin cruz no hay corona), que fue publicada en 1669 y ha llegado a ser considerada un clásico del cristianismo.

## Biografía

### Inicios
Hijo de un almirante británico, Penn nació en una familia anglicana muy influyente. A una edad temprana, Penn enfermó de viruela  y perdió todo su cabello por lo que tuvo que usar una peluca los siguientes años. 
Más tarde, ingresó a las escuelas de Christ Church, Oxford. Su padre estuvo al servicio de la Corona y había sido reconocido en su puesto, pero bajo el mandato de Oliver Cromwell la familia fue exiliada a Irlanda luego de una misión fallida en el Caribe. A sus quince años, Penn conoció al misionero cuáquero Thomas Loe, y fue invitado a una reunión de la Sociedad Religiosa de los Amigos, donde tuvo una experiencia religiosa. 
Luego de la muerte de Cromwell, el padre de Penn se alineó con los realistas y participó en traer de regreso al rey 
bien posicionado en Inglaterra y nombrado Caballero más tarde.
En 1660, William ingresó a la Universidad de Oxford como un becario. Fue en esta etapa cuando comenzó a definir más su filosofía de vida, a disgusto con el creciente racionalismo y con el estilo de vida marcial de su padre, se fue haciendo más simpatizante del cuaquerismo y la teología de John Owen. Más tarde, sin embargo, la nueva administración de la universidad impuso que los estudiantes atendieran forzosamente los servicios anglicanos, y Penn, al rehusarse, fue expulsado.
A sus dieciocho años, el padre de Penn envía a su hijo a París, donde el joven se siente a disgusto con la opulencia francesa y el ritualismo católico del país. No obstante, allí mismo conoce al teólogo hugonote Moise Amyraut, con quien estudia un año.
Tras dos años en Francia, Penn regresó a Inglaterra, donde su padre esperaba que se convirtiera en un aristocrático hombre de leyes. En breve, sin embargo, estalla la guerra con Holanda y el inglés sigue a su padre a la Marina, donde trabaja como emisario de su padre y teme verlo morir. Más tarde, Inglaterra gana la guerra, pero en 1665 se desata una epidemia en Londres, en 1666 ocurre el Gran Incendio de Londres, y mientras se agrava la gota de su padre, el joven Penn es enviado a Irlanda como militar.
Poco después, el rey Carlos impuso leyes que prohibían cualquier otra religión que no fuera la anglicana, y William mismo presencia el arresto de varios cuáqueros, un grupo religioso que fue particularmente perseguido y criminalizado, siendo castigados sus seguidores con penas de prisión o deportación.

## Persecución y encarcelamientos
En Irlanda, Penn vuelve a encontrarse con el misionero Thomas Loe y tras atender reuniones cuáqueras, Penn es arrestado a la edad de 22. Negándose a dejar su fe, declara públicamente su afiliación a la congregación religiosa de la Sociedad Religiosa de los Amigos. 
Penn es liberado gracias a la influencia de su padre, quien, al verlo, le preguntó en casa sobre su militancia cuáquera. William no negó sus convicciones religiosas, por lo cual fue echado de casa y su padre lo desheredó. 
Penn recibe ayuda de la Sociedad de Amigos, que le ofrecen morada. Más tarde, comienza a predicar públicamente, y por lo mismo, vuelve a ser arrestado. En prisión, Penn exige saber los cargos de los que se le acusa y pide el derecho de presentar su propia defensa, pero esto se le niega. Al estar su padre moribundo, Penn pide verlo y cuando este acude, se reconcilian; además, su padre le restablece la herencia.
Después de seis meses de prisión, Penn es liberado y al salir contrae matrimonio. Comienza a escribir tratados religiosos sobre tolerancia y en contra de leyes discriminatorias. Al criticar en sus escritos la actitud de los mayores grupos religiosos en Inglaterra, incluyendo a la Iglesia Católica, Anglicana y al puritanismo, Penn es encarcelado. 
Al salir de prisión, Penn se dedica al trabajo misionero en Holanda y Alemania, en una época en la que la persecución contra los cuáqueros se había intensificado. Junto a otros amigos de la Sociedad Religiosa, Penn se pone de acuerdo para comprar la colonia de West Jersey (hoy la mitad de Nueva Jersey).

## Santo Experimento

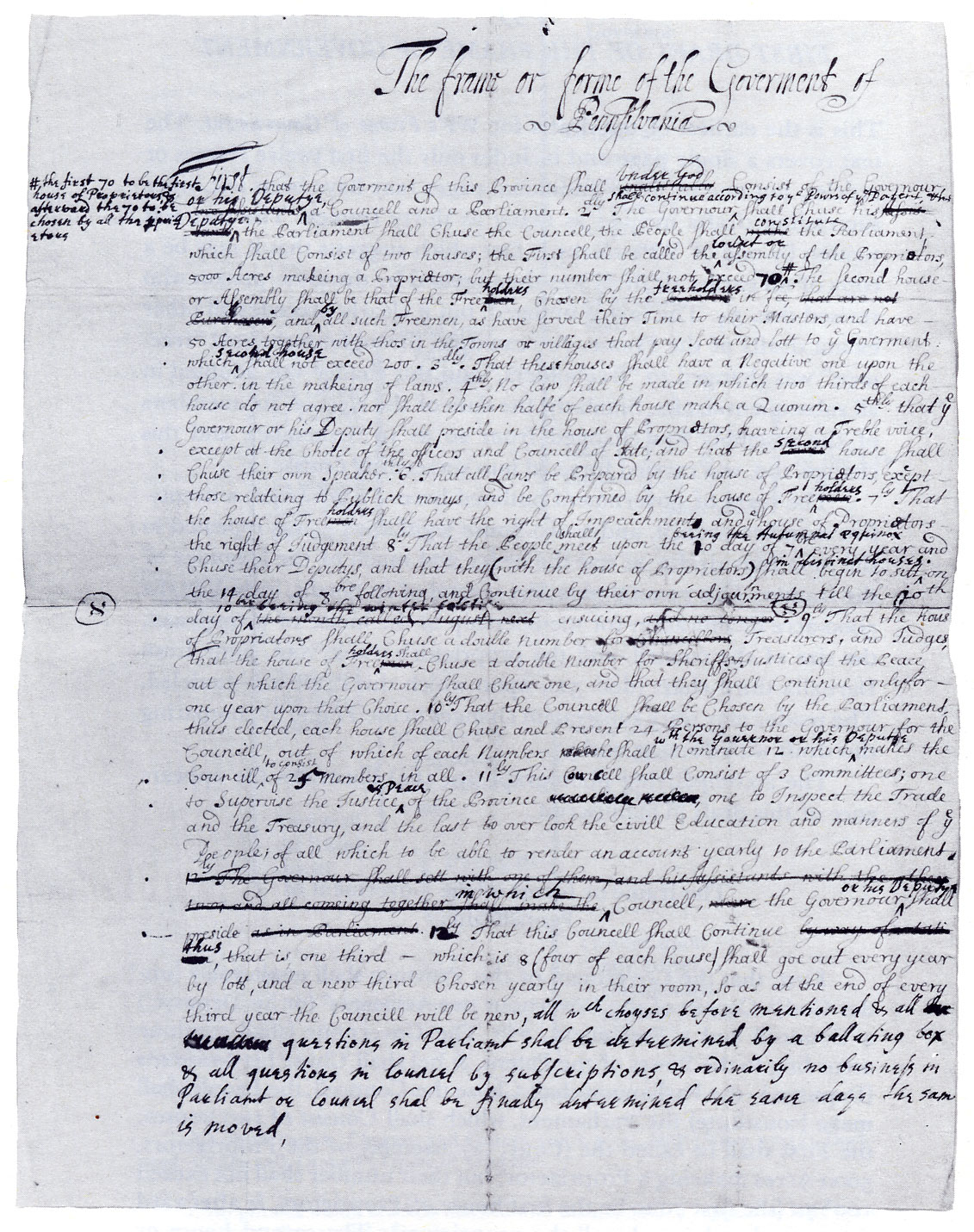
Bosquejo del marco de gobierno, realizado por William Penn.

Más tarde, Penn solicitó ver al rey Carlos II de Inglaterra, quien, como resultado de una deuda acumulada de salarios atrasados a su difunto padre, le debía una gran suma de dinero a la familia de Penn. Propuso que la corona permitiera una migración masiva de cuáqueros a las colonias. Sabía de la hostilidad que los cuáqueros padecían en la nación y logró llegar a un acuerdo con el rey. En 1677, un grupo de cuáqueros consiguió permiso para emigrar y en 1681, el rey le otorgó un vasto territorio al oeste y sur de Nueva Jersey. Esta fue la forma de pago con la que el rey saldó la deuda a la familia y a Penn se le otorgó una cédula real que lo nombraba "propietario absoluto" de la tierra cedida e indicaba que tenía poder casi ilimitado en la nueva colonia. Penn la llamó "Sylvania" (del latín 'bosque' o 'selva') , pero el rey le cambió el nombre a "Pennsylvania" (los bosques de Penn), en honor al almirante fallecido. En esa misma colonia también desarrolló un sembradío de avena.
Antes de acudir personalmente, William Penn envió a su primo William Markham a la colonia norteamericana en representación suya, para asegurarle la lealtad de los habitantes del territorio y comprar tierras a los indígenas. En el año 1682, después de que su primo efectuara las gestiones pertinentes, Penn viajó a su colonia. Una vez allí, celebró personalmente un tratado equitativo con los pueblos indígenas en Shackamaxon (actual barrio de Kensington en Filadelfia). La escena con la tribu Lenape es recordada como uno de los momentos más notables de tolerancia y pacifismo en las colonias. Penn fue desarmado y sin escoltas a celebrar un trato. Por lo tanto, la colonia de Pensilvania nunca sufrió de ataques indios.
Penn fue el primero en sugerir la idea de las enmiendas constitucionales e instauró un gobierno en el que, a diferencia de la Europa de la época, garantizaba derechos como la separación y limitación de los poderes políticos, la libertad de culto, la búsqueda de la igualdad social, la equidad material, el mayor respeto posible a las libertades civiles. También buscó la reivindicación de la dignidad de la mujer y su participación activa en la vida pública, el libre ingreso a los territorios colonos (con gran influencia de la ética antiautoritaria del cuaquerismo), y la ausencia de ejército, la reforma penitenciaria, y la convivencia pacífica con los indígenas americanos, puesto que los cuáqueros se oponen a la guerra y al uso de la violencia.
Asimismo, fundó un poblado que nombró Filadelfia (que significa amor fraternal) y poco después se marchó a Inglaterra, donde hizo propaganda de su colonia, motivando a que otros grupos que buscaban libertad de religión a que emigraran hacia allá. Llegaron muchos cuáqueros, y una gran diversidad de grupos religiosos, entre ellos denominaciones protestantes como los cuáqueros, los anabaptistas (menonitas, amish), luteranos, católicos, hugonotes, y judíos. Venían de países como Inglaterra, Irlanda, Escocia, Alemania, Holanda, Suecia, Finlandia, Gales, etc.
A pesar de fundar la colonia, Penn vivió la mayor parte de su vida en Gran Bretaña y solo volvió a Pensilvania en el año de 1699. Pensaba establecerse en Filadelfia, pero algunos problemas financieros le obligaron a volver a Inglaterra. Murió en el año 1718, seis años después de sufrir una apoplejía.

## Escritos e influencia
Penn escribió numerosos escritos religiosos que exhortaban a aplicar los principios del cristianismo en la tradición cuáquera. Una de sus obras publicadas en vida la tituló El cristianismo primitivo revivido. También escribió el prefacio al famoso Diario de George Fox y el primer volumen de la obra El Cuáquero Cristiano (1673), cuyo segundo volumen fue continuado por George Whitehead.
Su influencia sobre algunos hombres de letras hispanoamericanos de comienzos del siglo XIX ha sido registrada constantemente en la historiografía de las revoluciones de Independencia de las Colonias españolas. En periódicos de la época, como La Bagatela, de Antonio Nariño, se le reconoce como un modelo de legislador para las sociedades liberales que se intentaban instaurar, en la década de 1810, en territorios como el de la actual Colombia.

### Obras
- The Christian Quaker (1674) - ("El cristiano cuáquero")
- True Spiritual Liberty (1681) - ("Verdadera libertad espiritual")
- No Cross, No Crown (1682) - ("Sin cruz, no hay corona")
- Primitive Christianity Revived (1696) - ("El cristianismo primitivo revivido")